# جواز سفر أوكراني
جواز السفر الأوكراني هو وثيقة سفر تصدر لمواطني أوكرانيا، والدليل الرئيسي للجنسية الأوكرانية. هناك نوعان من جواز سفر الأول هو الصادر عن الحكومة الأوكرانية والمعروف باسم جواز السفر الداخلي واما النوع الآخر فهو جواز السفر الدولي.

## حرية التنقل لحامل الجواز الأوكراني
يصنف الجواز الأوكراني بحسب مؤشر كلوبال باسبورت انديكس العالمي المرتبة 30 عالمياً حيث يسمح لحامل الجواز الأوكراني بالدخول إلى 46 دولة من دون فيزا و 41 دولة بفيزا عند الدخول، أي بمجموع 87 دولة لا تطلب فيزا مسبقة 
في 10 يوليو 2015، أعلنت الحكومة الأوكرانية أن جوازات السفر الداخلية ستلغى، وسوف تستبدل ببطاقات الهوية ابتداء من 1 يناير 2016. وفي 25 يناير عام 2016، صدرت أول دفعه من بطاقات الهوية الجديدة للمواطنين الذين بلغوا 16 سنة من العمر.

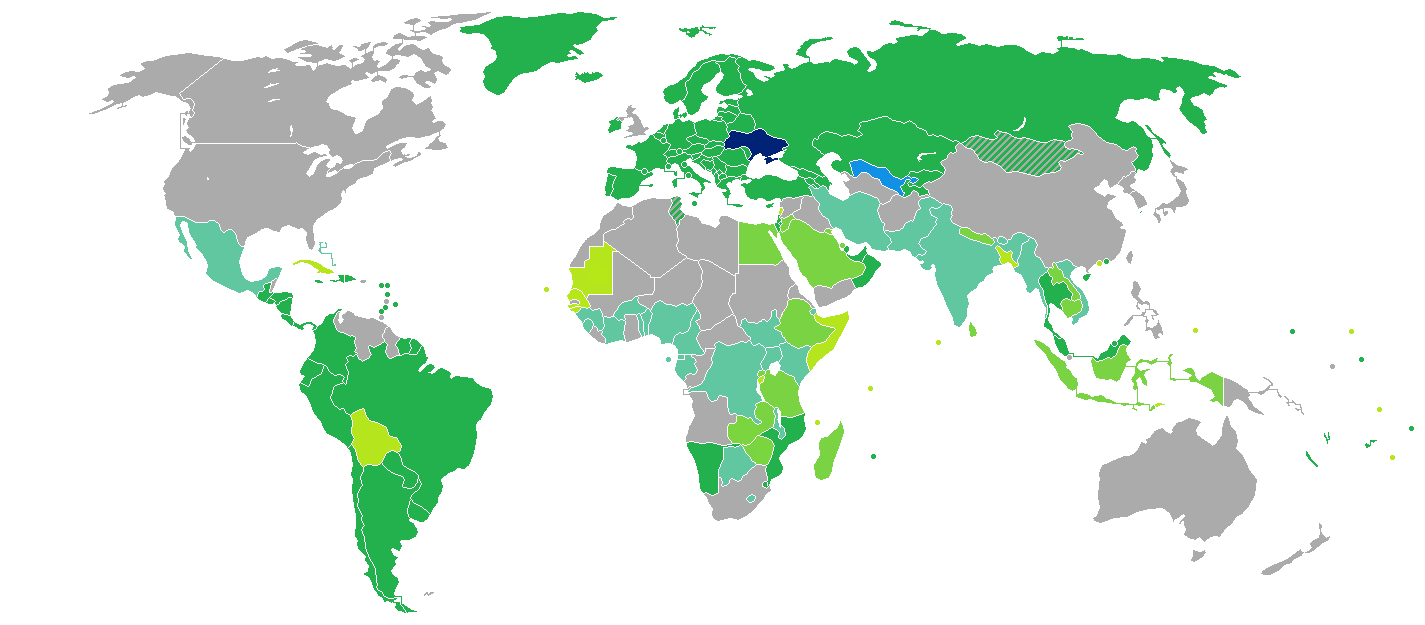
البلدان والأقاليم التي لا تفرض تأشيرة أو تطلب تأشيرة دخول عند الوصول للجهة، لحاملي جوازات السفر الاوكرانية العادية.

## معرض صور

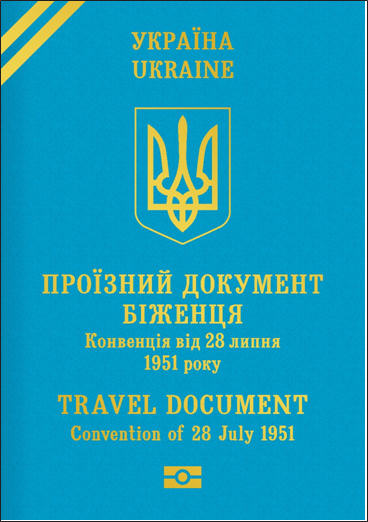
وثيقة سفر اللاجئين الأوكرانية
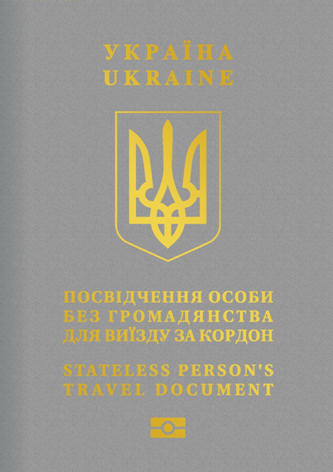
جواز سفر عديمي الجنسية
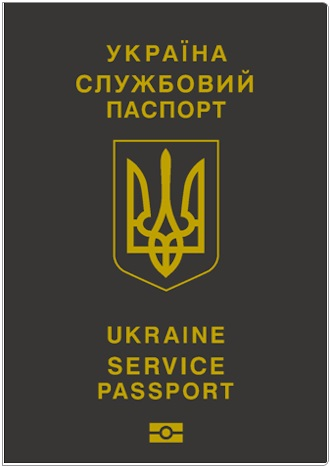
جواز سفر الخدمة الأوكراني
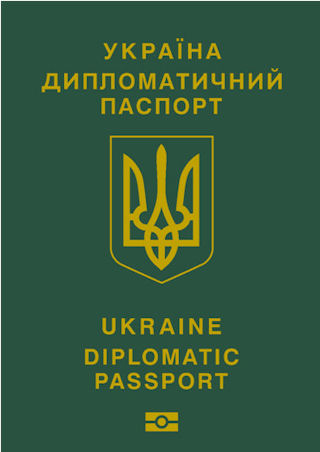
جواز السفر الدبلوماسي الأوكراني